# ヨーロッパモーターサイクルユニオン
ヨーロッパモーターサイクルユニオン（フランス語:Union Européenne de Motocyclisme、英語:European Motorcycle Union、略:UEMまたはFIM Europe）は、国際モーターサイクリズム連盟のヨーロッパ圏内におけるオートバイ競技の統括団体である。

## 歴史
1995年9月5日にミュンヘンでヨーロッパ7か国のオートバイ競技団体の代表者会議が行われた。この会議の目的は他の地域別組織のモデルとして後のオートバイ統括団体を作ることである。代表者としてフランス、イタリア、スイス、ギリシャ、スロバキア、ポルトガル、ドイツが出席した。国際モーターサイクリズム連盟に登録されると意思決定を採択した。この記録はヨーロッパ連合の加盟国の多様なスポーツとしてオートバイの普及支援と開発、促進するための新しい組織の目的として始まった。さらに1995年11月27日のブラチスラヴァでの会議はベラルーシ、ブルガリア、エストニア、ハンガリー、リトアニア、チェコなど多くの国内連盟が参加を表明した。1996年2月17日にパリで行われた会議でヨーロッパモーターサイクルユニオンが21か国の統括団体として創設された。1997年にはFIMの地域別組織となった。

## 加盟国
- アンドラ
- オーストリア
- ベラルーシ
- ベルギー
- ボスニア・ヘルツェゴビナ
- ブルガリア
- クロアチア
- キプロス
- チェコ
- デンマーク
- エストニア
- フィンランド
- フランス
- ドイツ
- ギリシャ
- ハンガリー
- アイスランド
- アイルランド
- イタリア
- ラトビア
- リヒテンシュタイン
- リトアニア
- ルクセンブルク
- モナコ
- モンテネグロ
- オランダ
- ノルウェー
- ポーランド
- ポルトガル
- ロシア
- スロバキア
- スロベニア
- スペイン
- スウェーデン
- 北マケドニア
- スイス
- イギリス